# National Hospital for Neurology and Neurosurgery

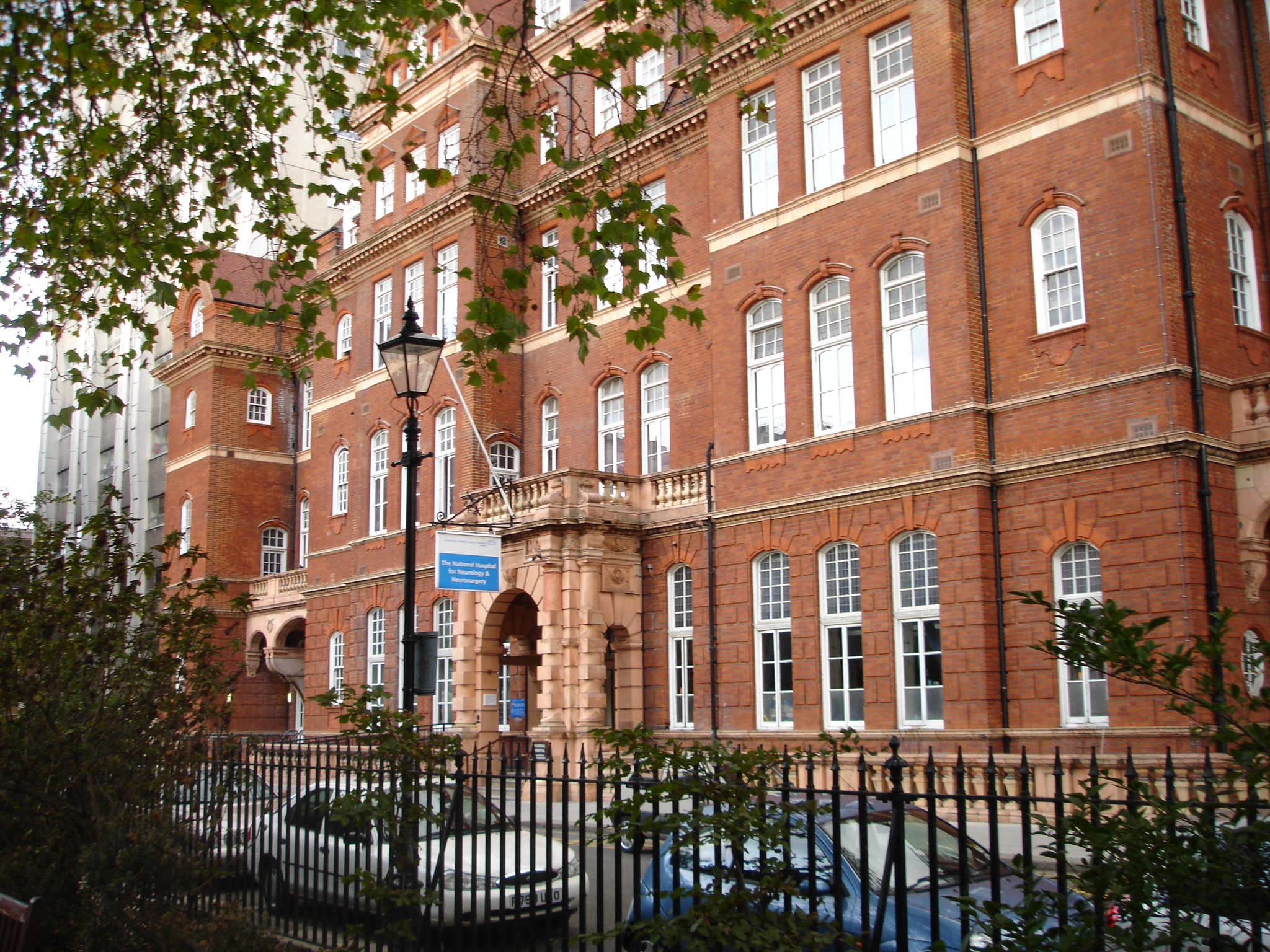
O hospital visto da Queen Square

O National Hospital for Neurology and Neurosurgery é um hospital localizado na Queen Square, em Londres, o primeiro dedicado exclusivamente a tratar as doenças do sistema nervoso na Inglaterra. É carinhosamente conhecido como "The National", e, menos corretamente, como "Queen Square". O hospital tem sido criticado em janeiro de 2018 por ter profissionais neonazistas e defensores da pedofilia.